# Chrysler Valiant
Chrysler Valiant – samochód osobowy klasy średniej, a następnie klasy wyższej produkowany pod amerykańską marką Chrysler w latach 1962–1981.

## Pierwsza generacja

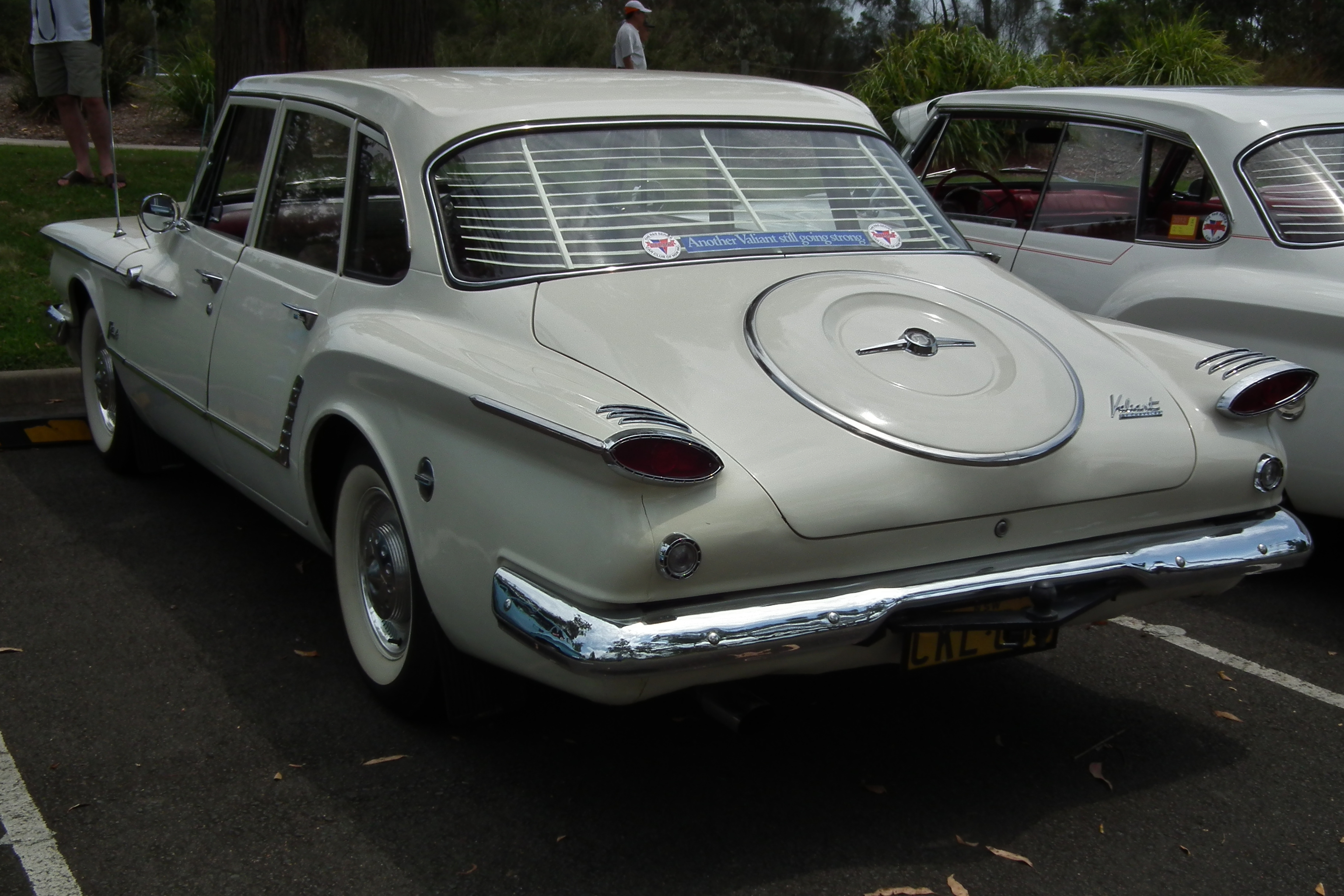
Chrysler Valiant I – tył

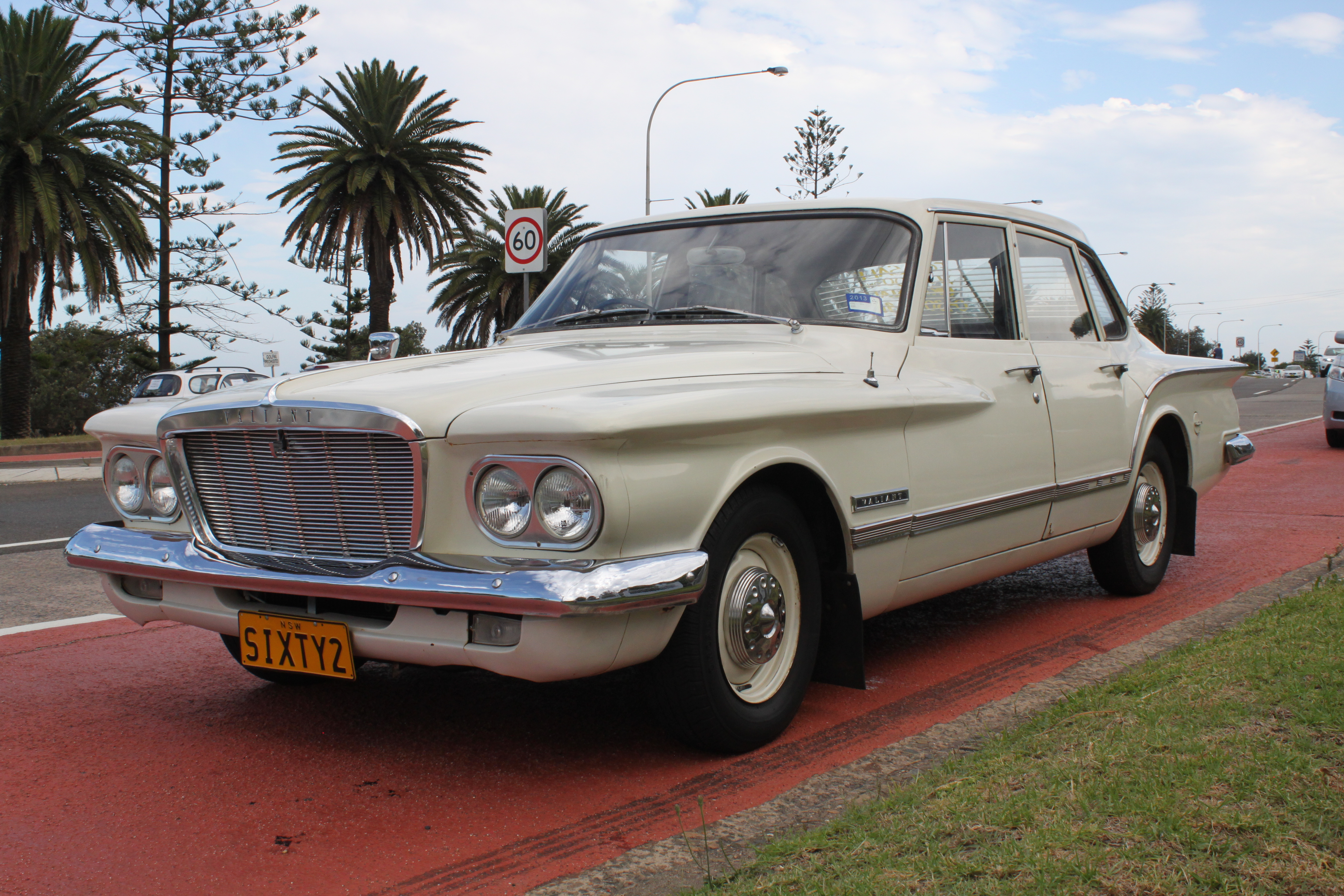
Chrysler Valiant I po liftingu

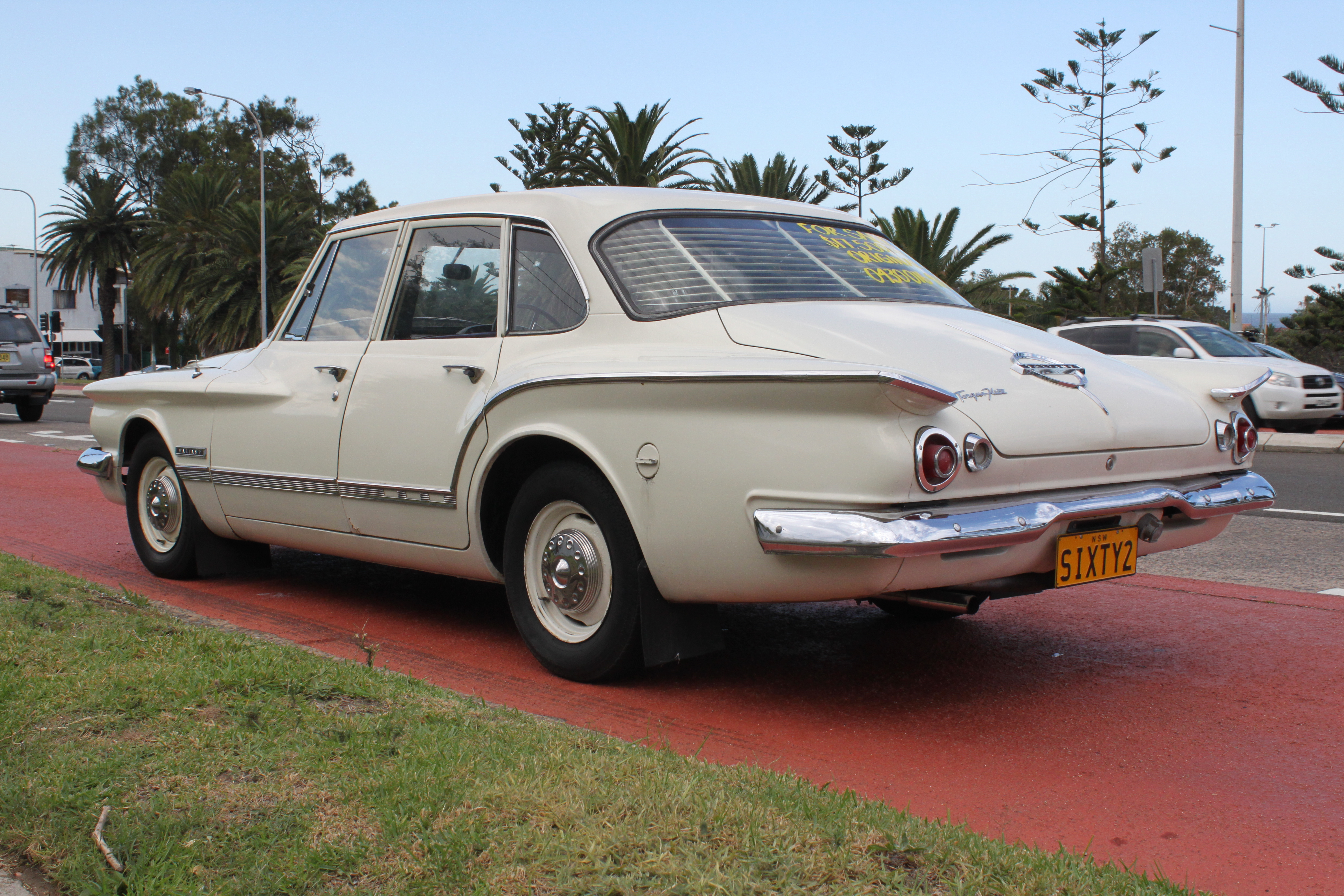
Chrysler Valiant I – tył po liftingu

Chrysler Valiant I został zaprezentowany po raz pierwszy w 1962 roku.
W 1962 roku australijski oddział Chryslera zaprezentował nowy model klasy wyższej Valiant, który został zapożyczony z północnoamerykańskiej oferty firmy Plymouth jako nieznacznie zmodyfikowana, bliźniacza odmiana tamtejszego Plymoutha Valianta. Charakterystycznym elementem stylistyki była duża, zaokrąglona atrapa chłodnicy wykraczająca poza obrys przedniego pasa, a także zaakcentowane nadkola. Produkcja Chryslera Valianta I ruszyła w lokalnych zakładach w Adelaide w styczniu 1962 roku.

### Lifting
Po zaledwie 2 miesiącach produkcji, Chrysler zaprezentował zmodernizowanego Valianta, w którym zmodyfikowano układ atrapy chłodnicy, a także zrestylizowano kształt tylnych lamp, pojedyncze klosze zastępując podwójnymi. Nieznacznie zmodyfikowano też kształt zderzaków i przeprojektowano wkłady reflektorów. Poza rynkiem australijskim Valiant I był oferowany w Kanadzie, Meksyku i Ameryce Południowej.

### Silniki
- L6 3,8 l
- L6 4,1 l
- V8 5,1 l

## Druga generacja

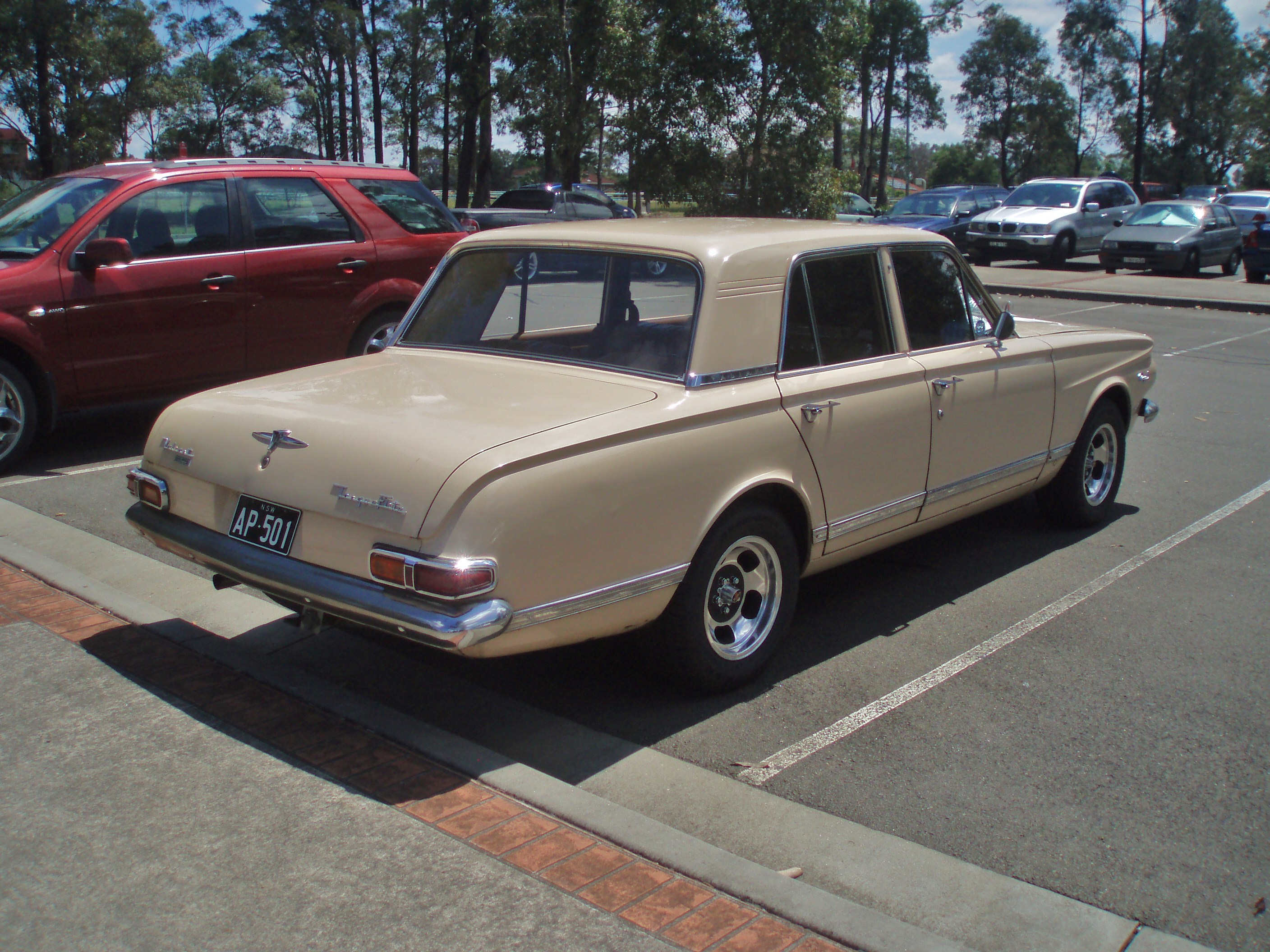
Chrysler Valiant II – tył

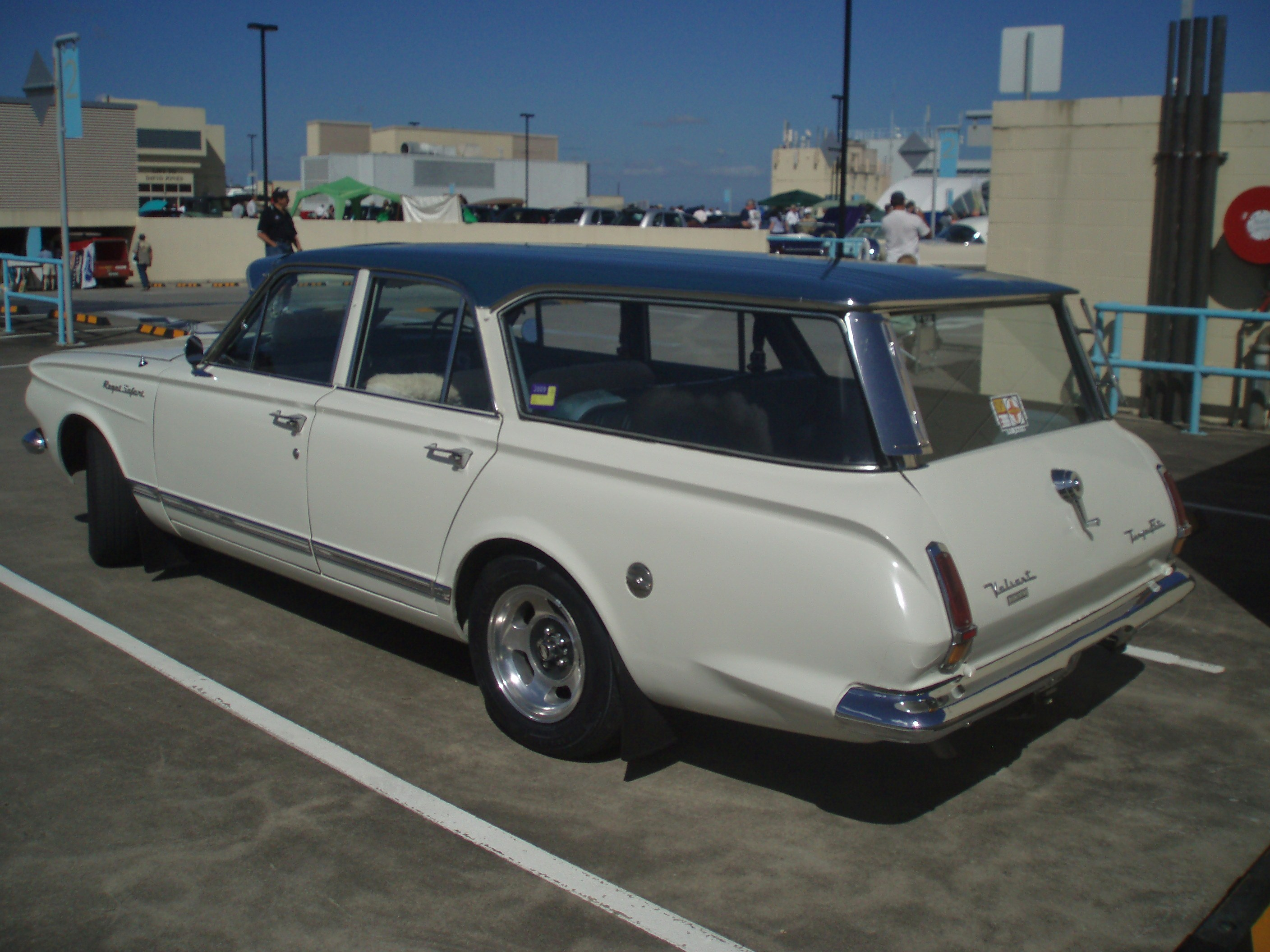
Chrysler Valiant II Kombi

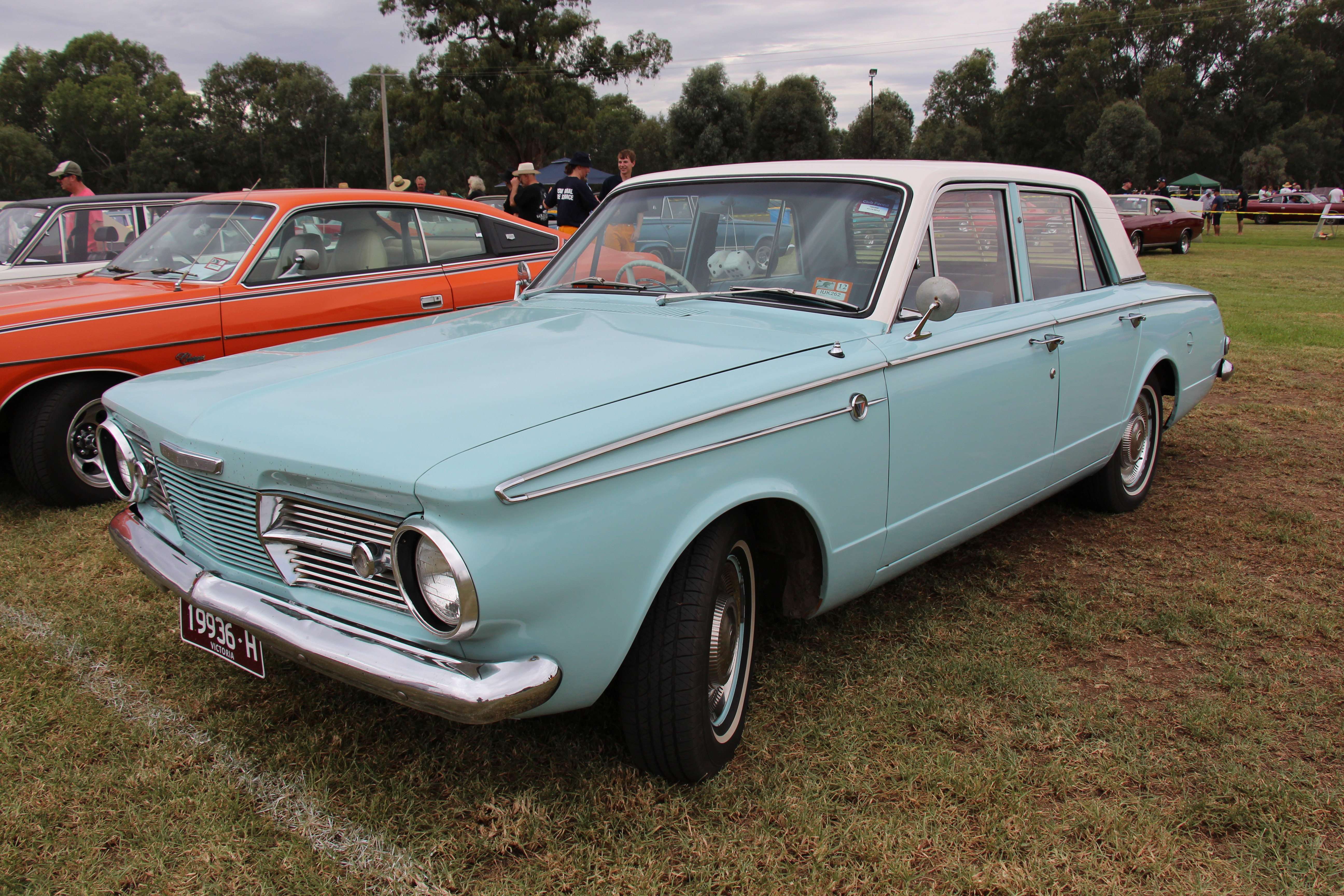
Chrysler Valiant II po liftingu

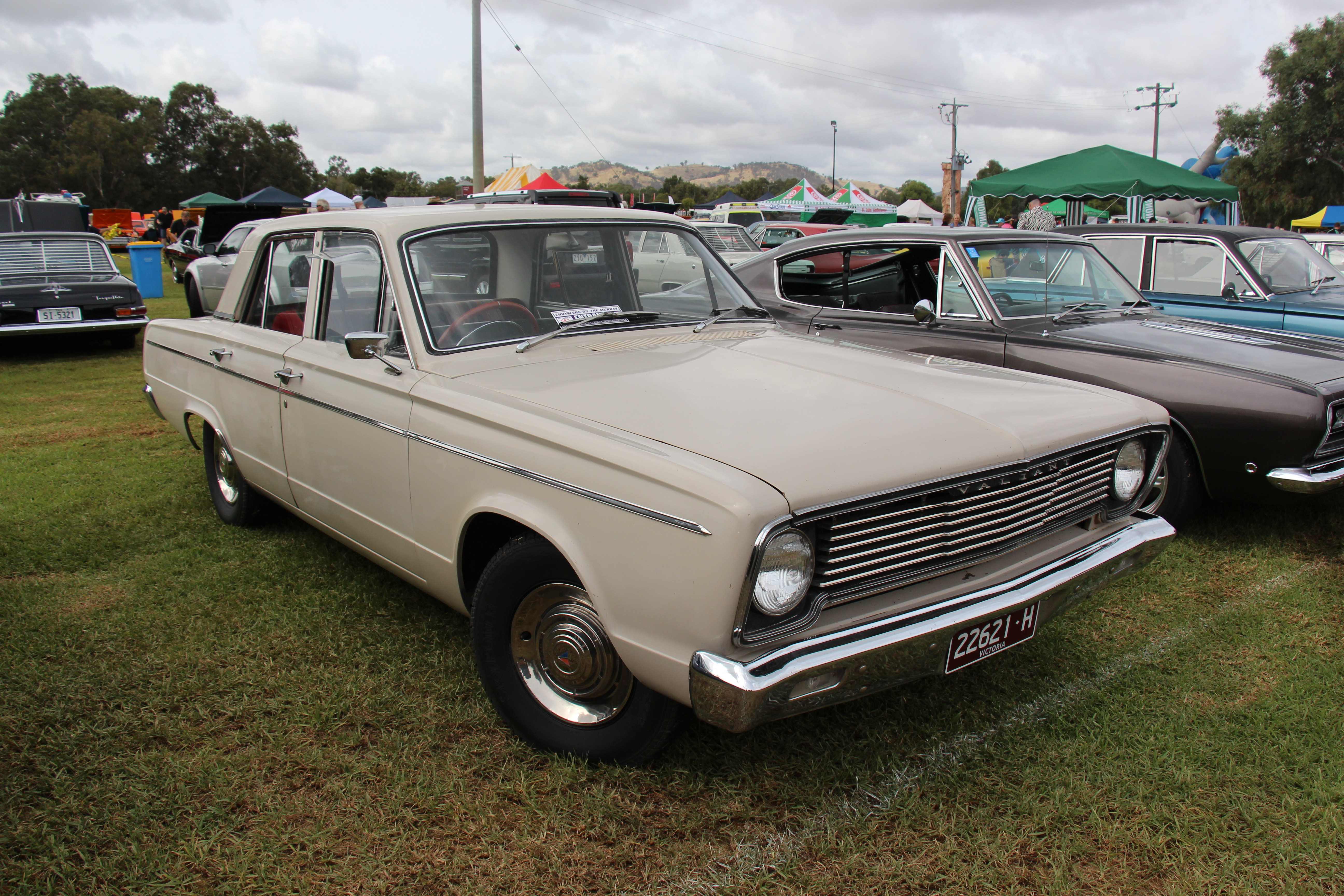
Chrysler Valiant II po drugim liftingu

Chrysler Valiant II został zaprezentowany w 1963 roku.
W 1963, po trwającej zaledwie rok produkcji poprzednika, australijski oddział Chryslera zaprezentował zupełnie nową, drugą generację Valianta. Tym razem samochód został opracowany lokalnie, jako konstrukcja przeznaczona specjalnie na rynek regionu Australii i Oceanii. W porównaniu do poprzednika, nowy Valiant wyróżniał się znacznie bardziej stonowanym wyglądem nadwozia. Utrzymano je w kanciastych proporcjach, łącząc to z okrągłymi motywami. Gama wersji nadwoziowych została poszerzona po raz pierwszy także o wersję kombi, a z czasem dołączyła także 2-drzwiowa odmiana pickup Valiant Utility.

### Restylizacje
W ciągu trwającej 4 lata produkcji Valianta II, samochód przeszedł dwie duże restylizacje. W ramach pierwszej, którą przeprowadzono w lutym 1965 roku, samochód zyskał zmodyfikowany pas przedni, z większą atrapą chłodnicy, która została podzielona na dwie części. Ponadto zmienił się też wygląd tylnej części nadwozia w wersji sedan.
Druga modernizacja odbyła się w marcu 1966 roku. W jej ramach Valiant II zyskał kolejne modyfikacje wizualne, z nowym pasem przednim, odświeżoną trapą chłodnicy, a także innym wyglądem tyłu. Zmienił się kształt lamp, a także przetłoczenia na drzwiach.

### Silniki
- L6 3.7l
- V8 4.5l

## Trzecia generacja

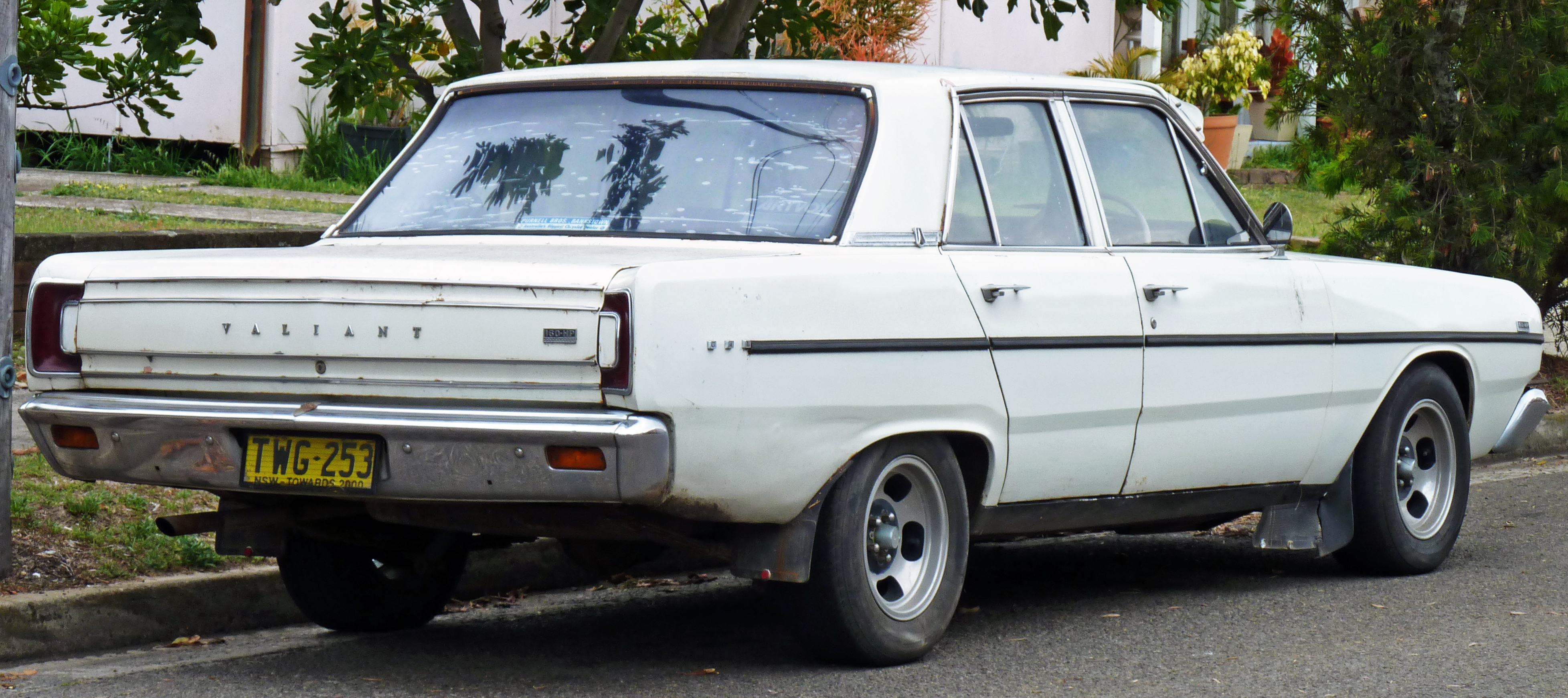
Chrysler Valiant III – tył

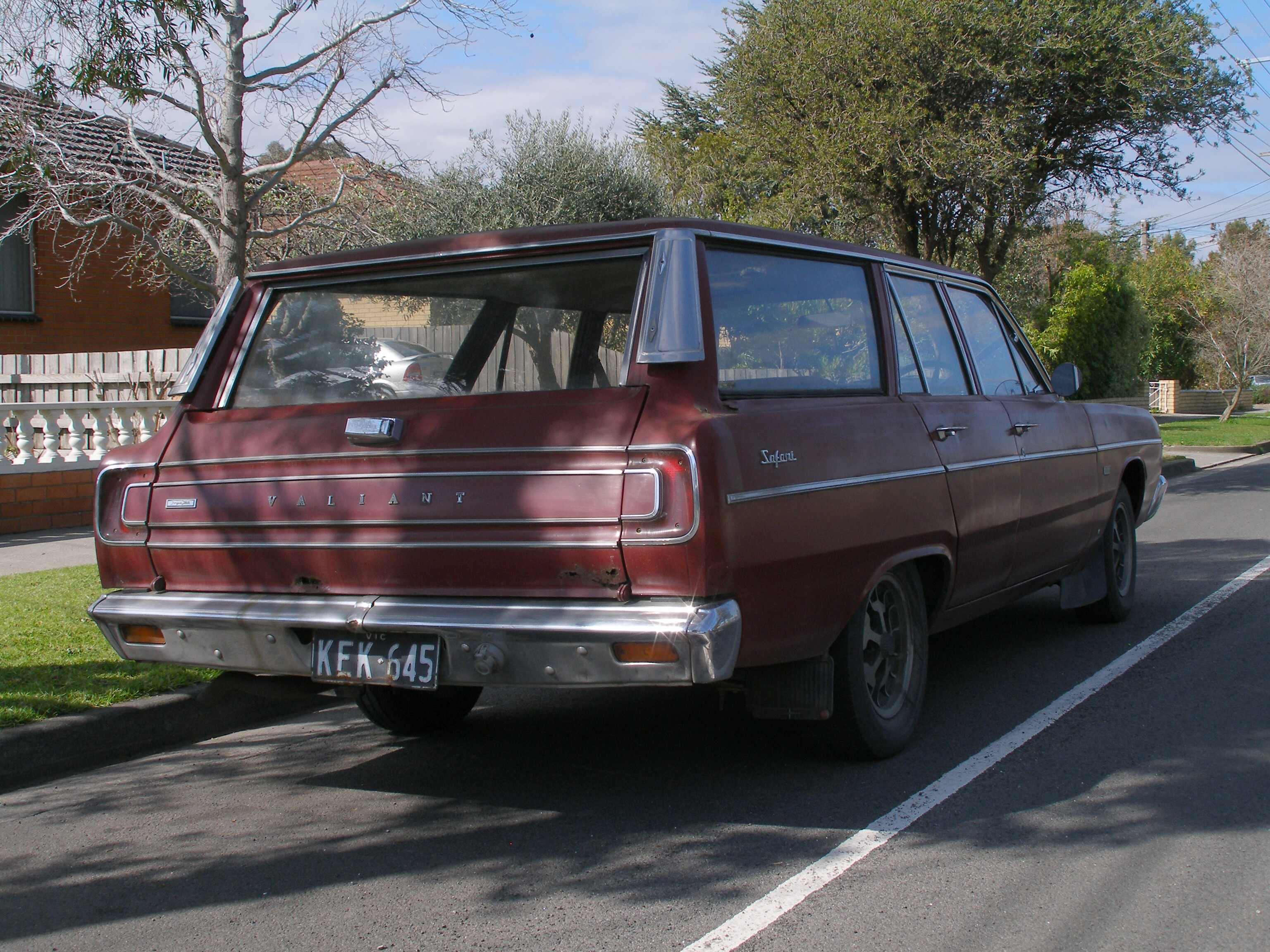
Chrysler Valiant III Kombi

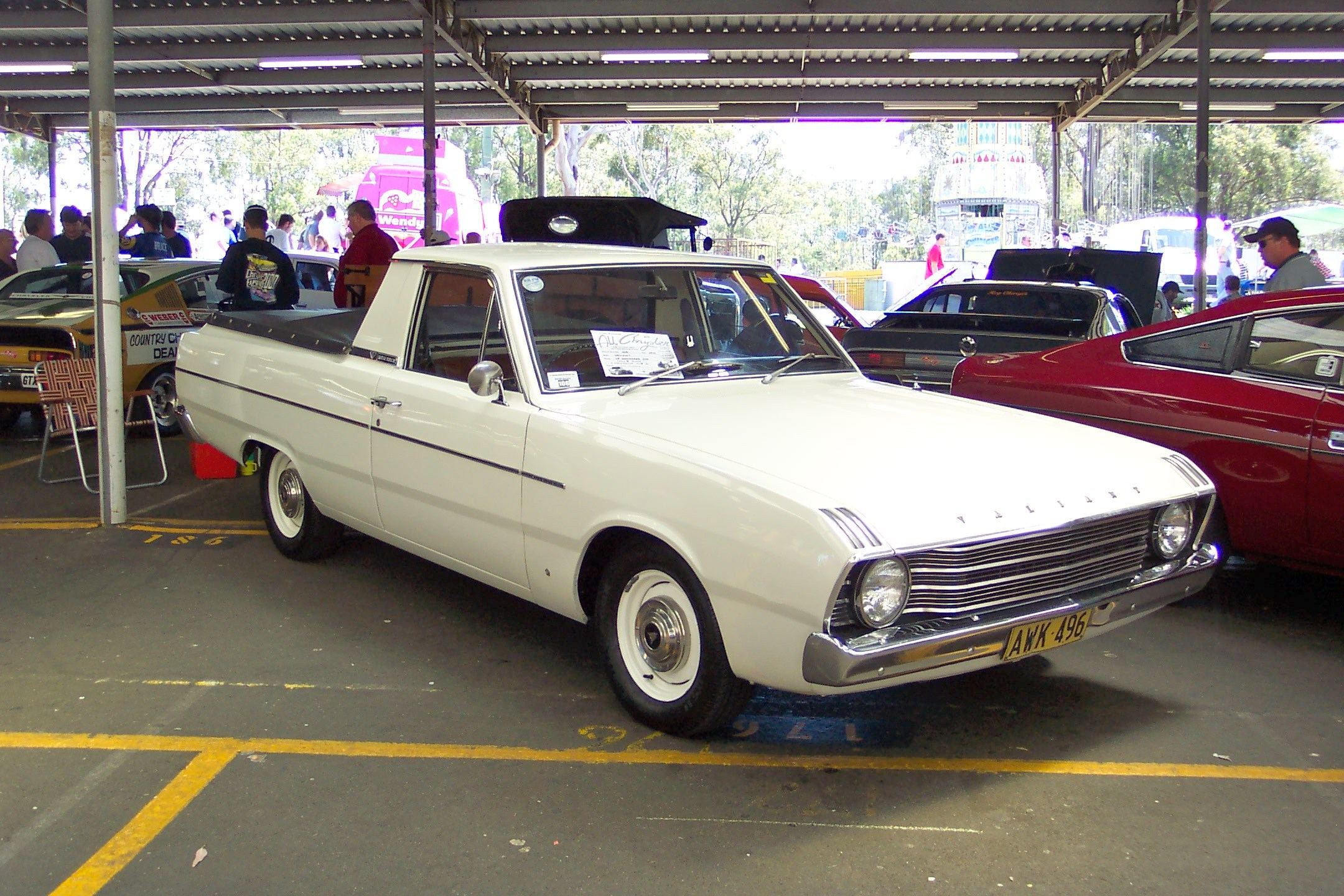
Chrysler Valiant Utility II po liftingu

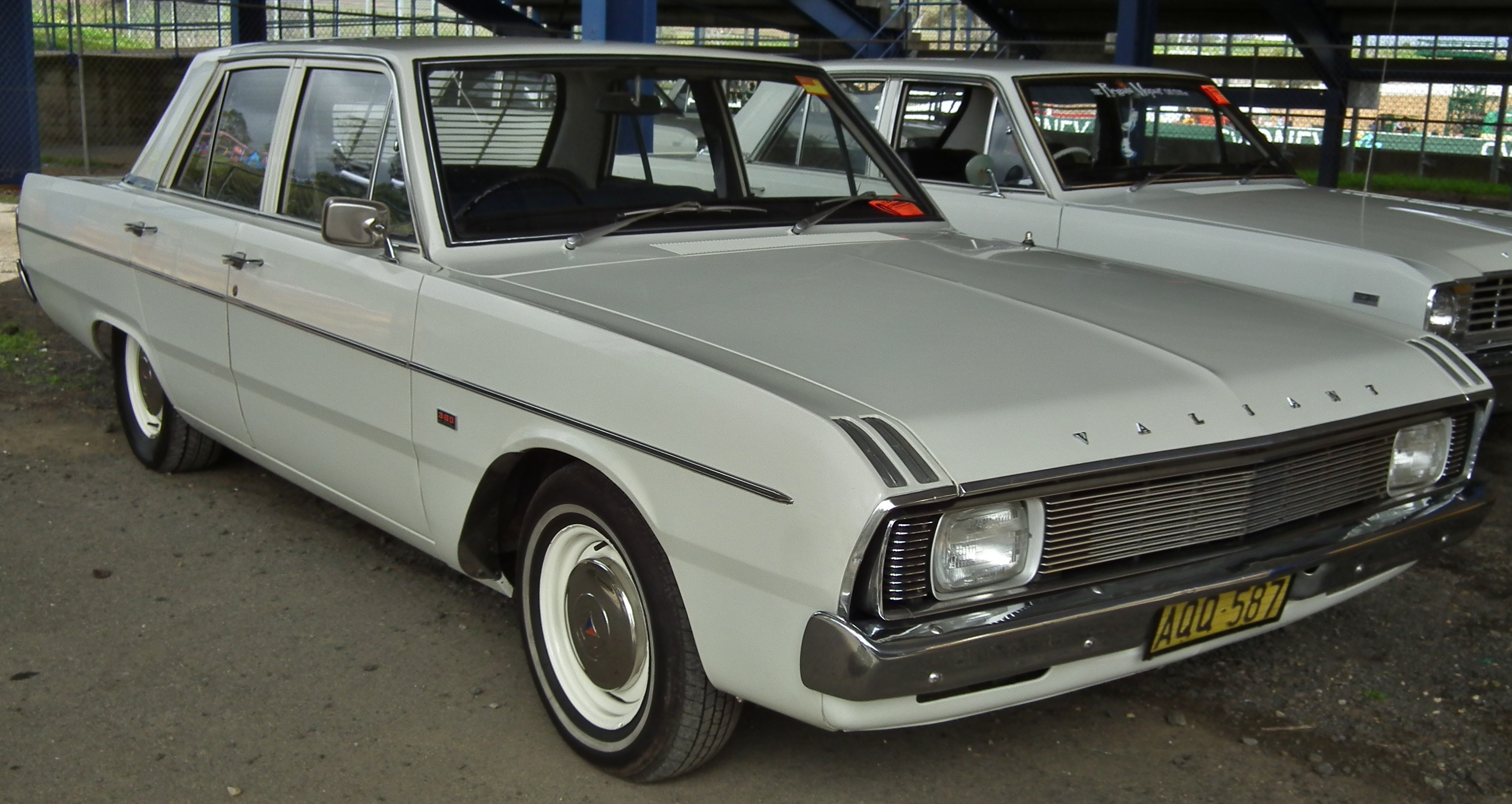
Chrysler Valiant II po drugim liftingu

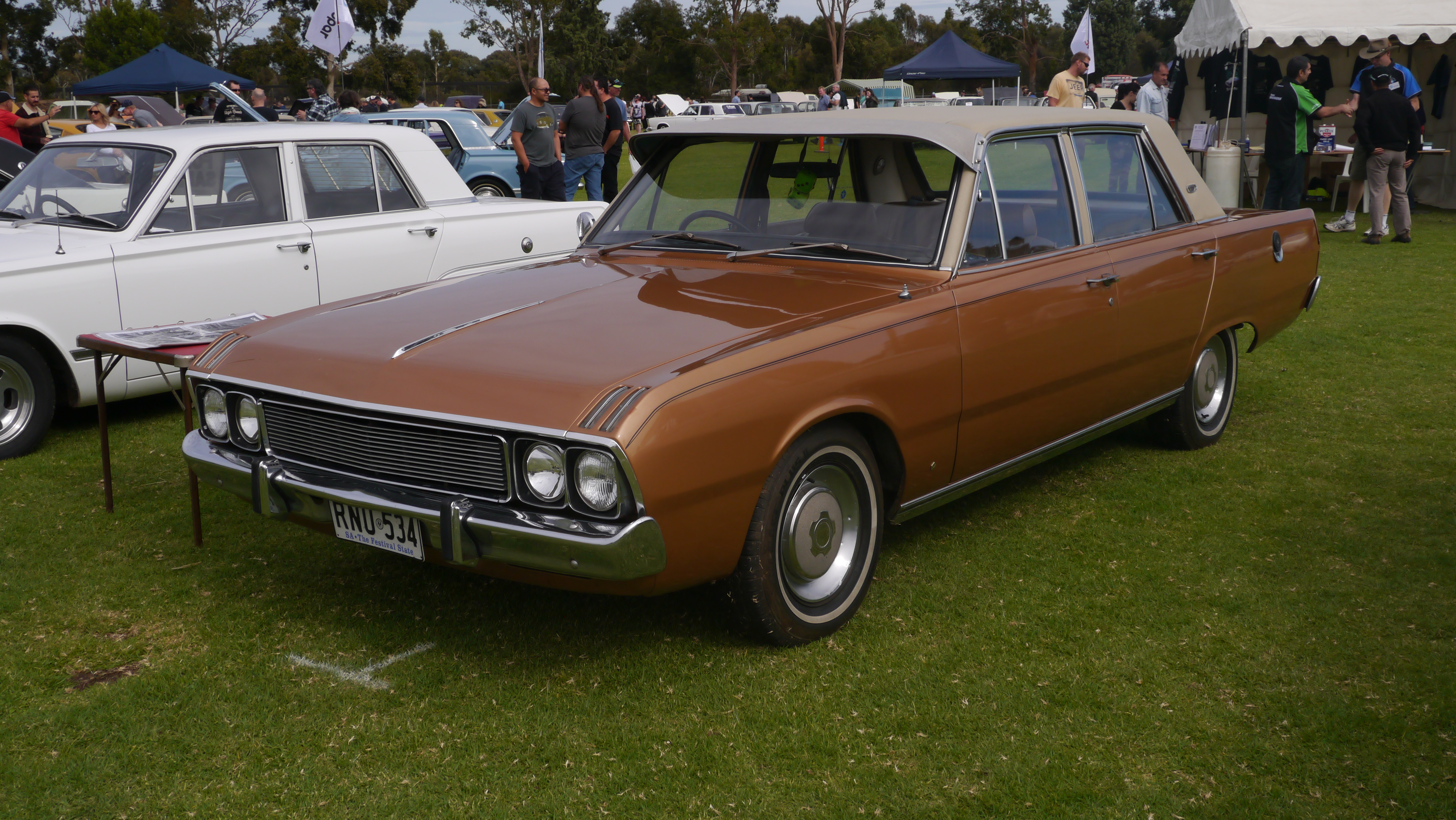
Chrysler VIP

Chrysler Valiant III został zaprezentowany po raz pierwszy w 1967 roku.
W październiku 1967 roku australijski oddział Chryslera przedstawił nową, trzecią generację modelu Valiant. Samochód ponownie został opracowany lokalnie, w Australii jako model zbudowany specjalnie z myślą o wewnętrznym rynku. Valiant III powstał na nowej platformie, co przełożyło się na znacznie większe nadwozie i przestronniejszą kabinę pasażerską. Efektem był nie tylko dłuższy rozstaw osi, ale i szersza i dłuższa karoseria. Pod kątem stylistycznym samochód przeszedł ewolucyjny zakres zmian, ponownie zyskując charakterystyczną, kanciastą sylwetkę z okrągłymi, pojedynczymi reflektorami umiejscowionymi w obrysie atrapy chłodnicy. Gama nadwoziowa składała się z wersji sedan, a także kombi oraz pickupa Valiant Utility.

### Chrysler VIP
Po raz pierwszy obszerną ofertę wersji wyposażeniowych Chryslera Valianta uzupełniła topowa, najbardziej luksusowa i najdroższa odmiana o nazwie Chrysler VIP. Wyróżniała się ona ciemnobeżowym malowaniem nadwozia, inaczej stylizowanym pasem przednim oraz bogatym wyposażeniem.

### Restylizacje
W ciągu trwającej 4 lata produkcji trzeciej generacji Chryslera Valianta, samochód przeszedł dwie duże modernizacje. Pierwszą przeprowadzono w marcu 1969 roku, w ramach której samochód otrzymał zupełnie nowy wygląd pasa przedniego z charakterystyczną, opadającą ku dołowi maską i chromowanymi poprzeczkami w atrapie chłodnicy. Ponadto pojawił się zmodyfikowany kształt błotników, a nadwozie stało się krótsze.
Drugą modernizację Valiant III przeszedł w marcu 1970 roku, zyskując tym razem już bardziej kosmetyczne zmiany. Zmienił się kształt reflektorów na kanciaste, a ponadto zmodyfikowano wygląd atrapy chłodnicy i zaktualizowano gamę dostępnych jednostek napędowych.

### Silniki
- L6 3.5l
- L6 3.7l
- L6 4.0l
- V8 4.5l
- V8 5.2l

## Czwarta generacja

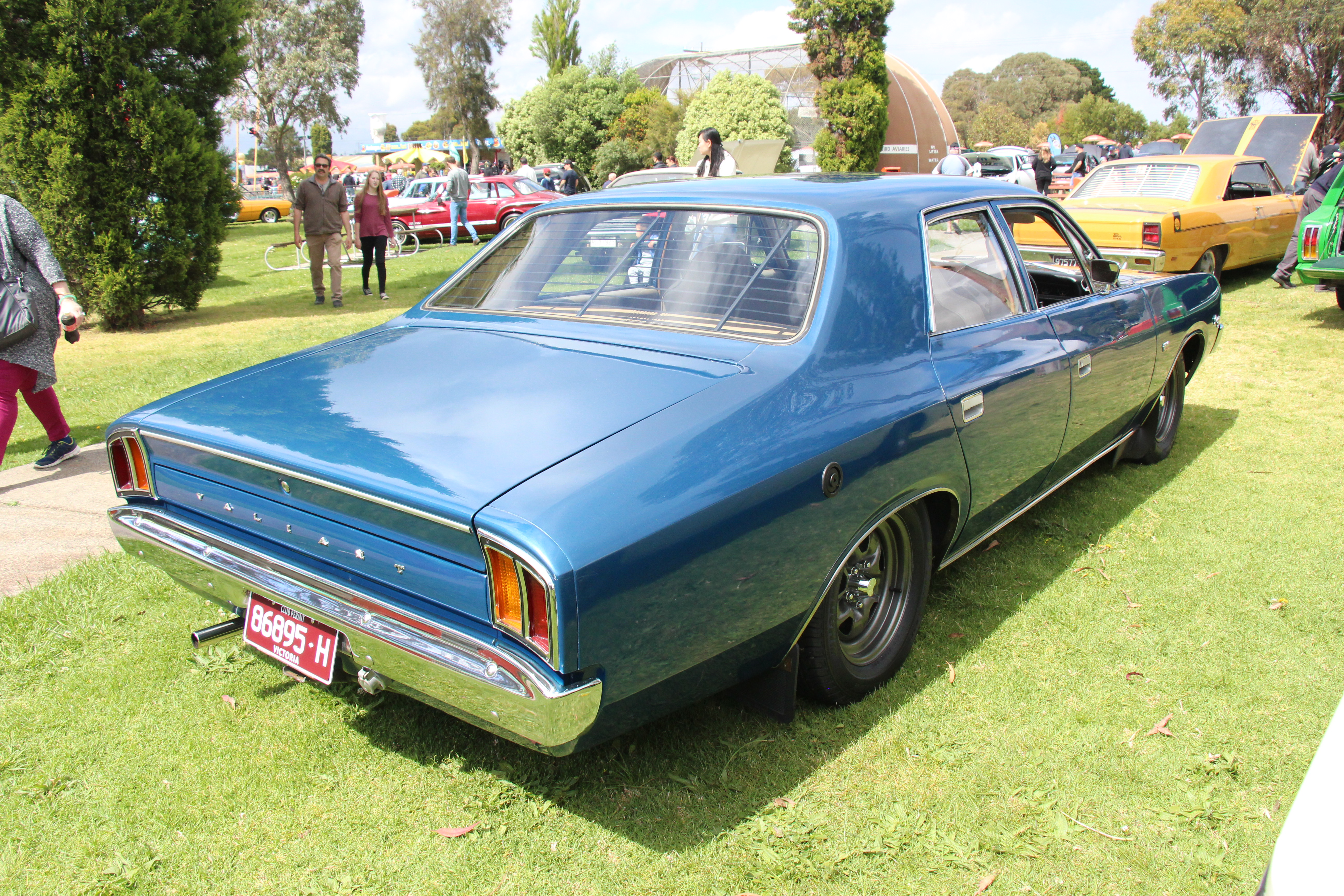
Chrysler Valiant IV – tył

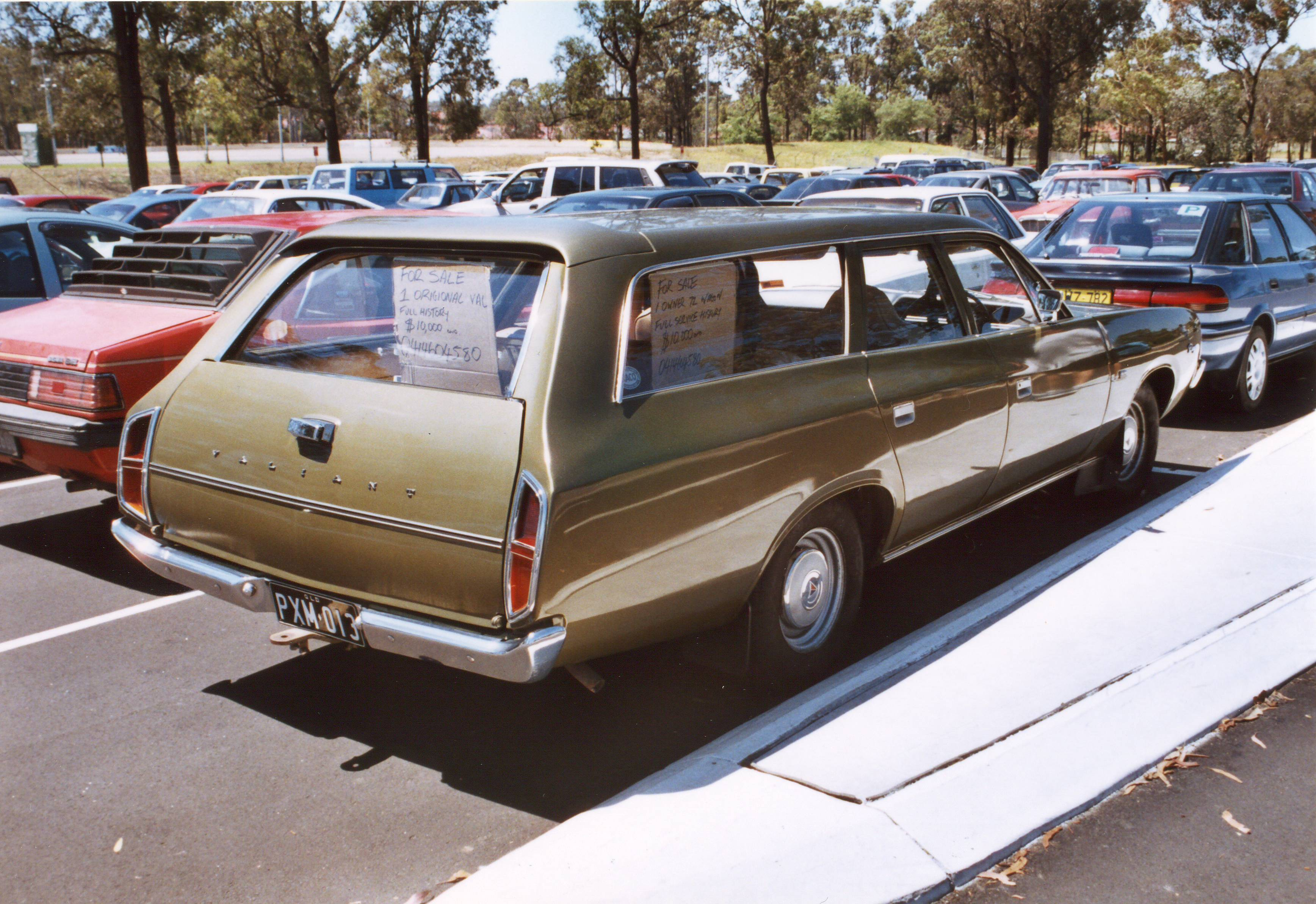
Chrysler Valiant IV Kombi

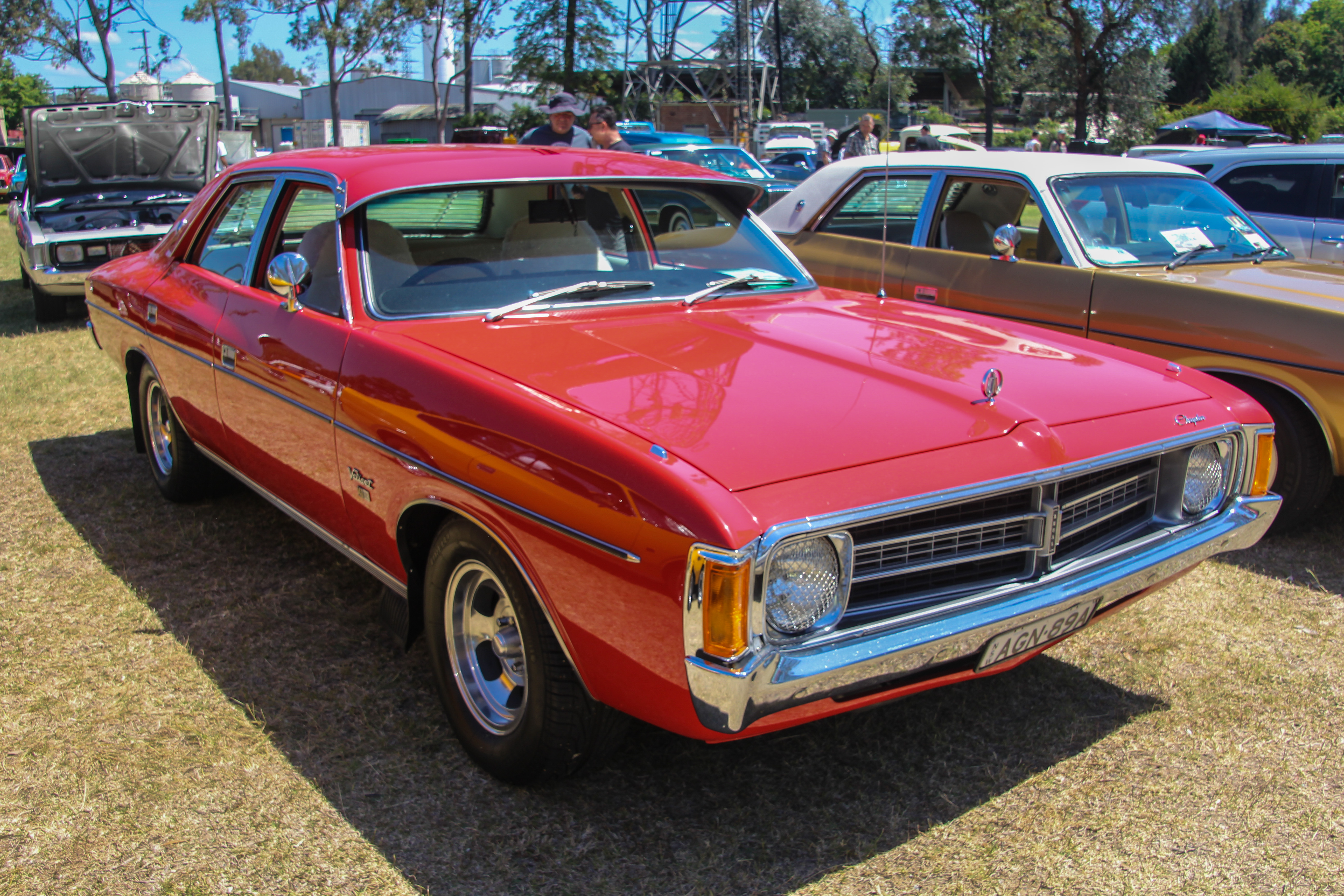
Chrysler Valiant IV po drugim liftingu

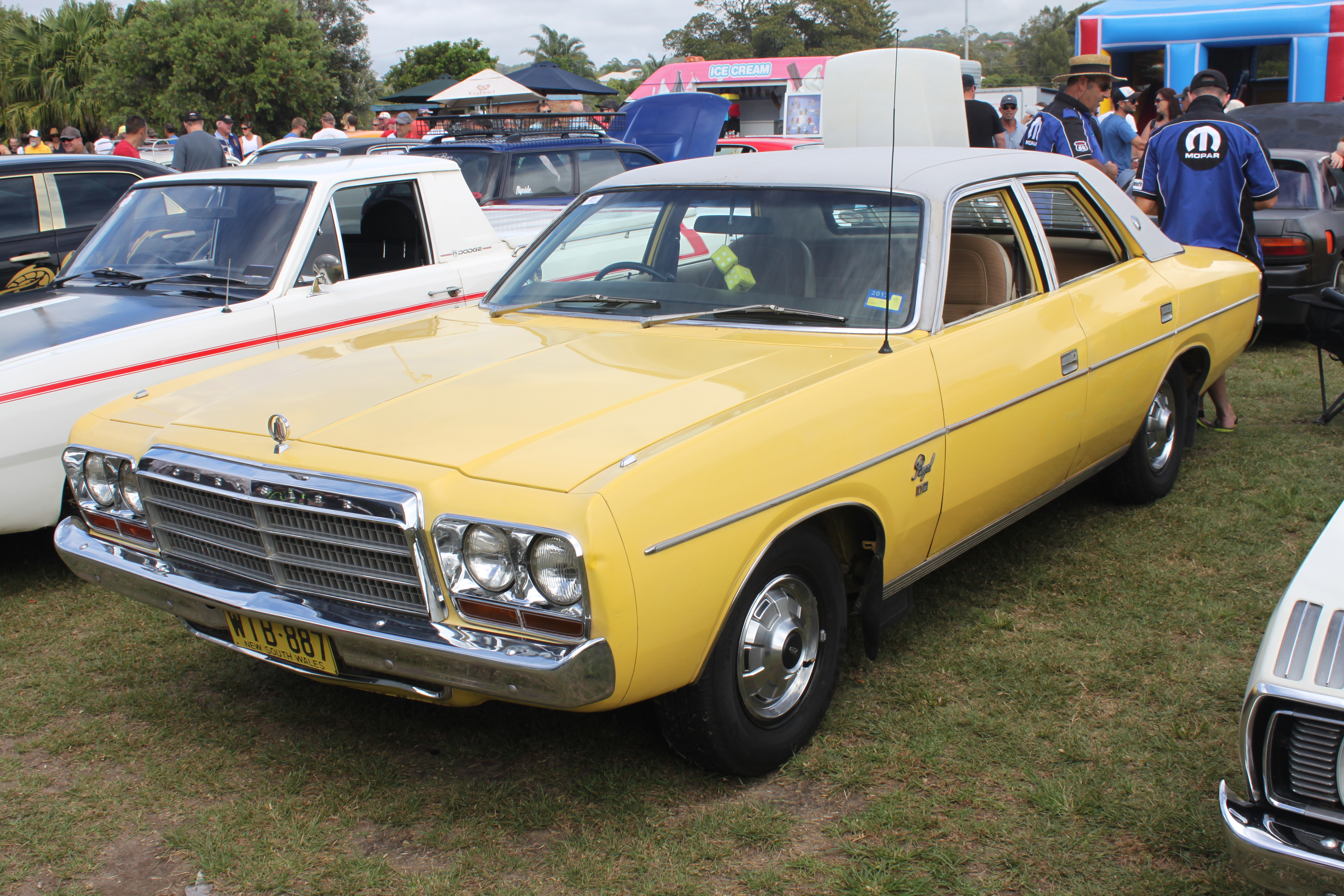
Chrysler Valiant IV po trzecim liftingu

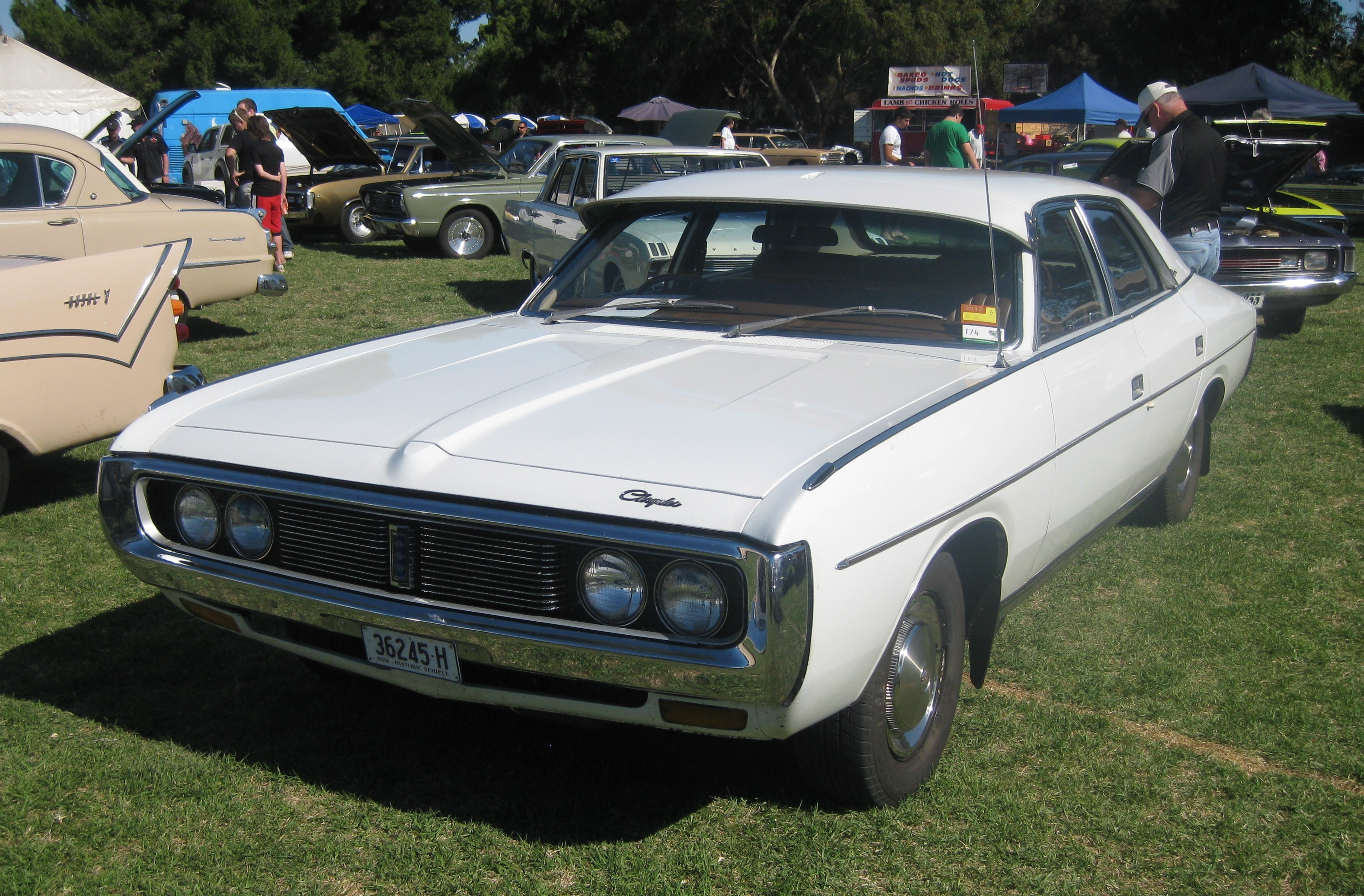
Chrysler by Chrysler

Chrysler Valiant IV został zaprezentowany po raz pierwszy w 1971 roku.
W czerwcu 1971 roku, australijski oddział Chryslera zaprezentował czwartą i zarazem ostatnią generację lokalnie opracowanego i produkowanego modelu Valiant. Samochód został opracowany na nowej, zmodernizowanej platformie, zyskując przestronniejsze i większe nadwozie. Stylistycznie zaszły duże zmiany – zniknęła kanciasta sylwetka na rzecz bardziej awangardowych kształtów, z wysoko poprowadzoną linią okien, zaokrąglonymi bryłami bagażnika i maski oraz charakterystycznym przetłoczeniem na linii bocznej.

### Chrysler by Chrysler
Podobnie jak poprzednik, także i Chrysler Valiant czwartej generacji był oferowany w luksusowej, topowej odmianie o innej nazwie. Tym razem był to Chrysler by Chrysler. Samochód wyróżniał się najwyższym poziomem wyposażenia, innym wyglądem pasa przedniego i zarazem najwyższą ceną na tle pozostałej gamy.

### Restylizacje
Chrysler Valiant IV był najdłużej produkowaną w historii tej serii modelowej generacją, będąc obecnym na rynku przez 10 lat. W tym czasie samochód przeszedł cztery modernizacje, które obejmowały głównie zmiany wizualne. Pierwszą restylizację przeprowadzono w kwietniu 1973 roku, obejmując drobne zmiany wizualne w wyglądzie atrapy chłodnicy i zderzaków. Kolejna odbyła się w październiku 1975 roku, ponownie polegając na zmianie układu atrapy chłodnicy, zderzaków i wystroju kabiny pasażerskiej.
Trzecia, najbardziej rozległa modernizacja, odbyła się w listopadzie 1975 roku. W jej ramach Valiant IV zyskał zupełnie nowy wygląd zarówno przedniej, jak i tylnej części nadwozia. Pojawiła się duża, prostokątna, chromowana atrapa chłodnicy dominująca pas przedni, a także podwójne reflektory z chromowanymi obwódkami. Zmienił się też wygląd tylnych lamp, które zyskały prostokątny kształt. Czwarta i ostatnia restylizacja miała miejsce w listopadzie 1978 roku, polegając na zmianie wyglądu atrapy chłodnicy, która została przedzielona w połowie dużą poprzeczką.

### Koniec produkcji
Produkcja Chryslera Valianta po 19 latach rynkowej obecności zakończyła się w sierpniu 1981 roku, na rok po odsprzedaży australijskiego oddziału marki Mitsubishi. Chrysler powrócił do oferowania w tym kraju dużego modelu klasy wyższej dopiero w 2004 roku, kiedy to rozpoczęła się tu sprzedaż importowanego modelu 300.

### Silniki
- L6 3.5l
- L6 3.7l
- L6 4.0l
- L6 4.3l
- V8 5.2l
- V8 5.6l
- V8 5.9l